# Thunder Mountain (1925)
Thunder Mountain is een Amerikaanse dramafilm uit 1925 onder regie van Victor Schertzinger. Destijds werd de film in Nederland uitgebracht onder de titel Het zondige dorp.

## Verhaal
Sam Martin groeit op in de bergen van Kentucky. Zijn beste vriend is een predikant. Hij verlaat zijn geboortedorp om naar school te gaan. Na zijn terugkeer wil hij een school bouwen, zodat zijn dorpsgenoten ook onderwijs kunnen genieten. Hij vraagt de vrek Si Pace tevergeefs om een lening. De artieste Azalea komt in de streek terecht, als ze het circus verlaat. Sam en zij worden verliefd. Ze veroorzaakt een schandaal, als ze een lening wil verkrijgen door voor Si te dansen. Als Si kort daarna wordt vermoord, valt de verdenking meteen op Sam. De dorpelingen brengen alles in gereedheid om Sam op te knopen. Hij wordt gered door de predikant die met springstof een bergwand opblaast en de dorpelingen wijsmaakt dat de ontploffing een daad van God is. Als gevolg daarvan bekend te moordenaar zijn misdaad. Sam kan uiteindelijk zijn school bouwen en trouwen met Azalea.

## Rolverdeling
| Acteur           | Personage       |
| ---------------- | --------------- |
| Madge Bellamy    | Azalea          |
| Leslie Fenton    | Sam Martin      |
| Alec B. Francis  | Predikant       |
| Paul Panzer      | Morgan          |
| Arthur Housman   | Joe Givens      |
| Zasu Pitts       | Mandy Coulter   |
| Emily Fitzroy    | Ma MacBirney    |
| Dan Mason        | Pa MacBirney    |
| Otis Harlan      | Jeff Coulter    |
| Russell Simpson  | Si Pace         |
| Natalie Warfield | Mevrouw Coulter |